# Hrošík liberijský
Hrošík liberijský (Choeropsis liberiensis), domorodci nazývaný nigbwe, je trpasličí druh hrocha, žijícího skrytě v tropických deštných lesích Západní Afriky (konkrétně ve státech Libérie, Pobřeží slonoviny, Sierra Leone a Guiney). Zprávy o něm byly dlouho považovány za nepravdivé a o hrošíka se zajímali kryptozoologové. Jeho existenci se proto podařilo vědeckému světu dokázat až v roce 1914. Dnes žije v přírodě jen 2000–3000 jedinců.

## Tělesné rozměry

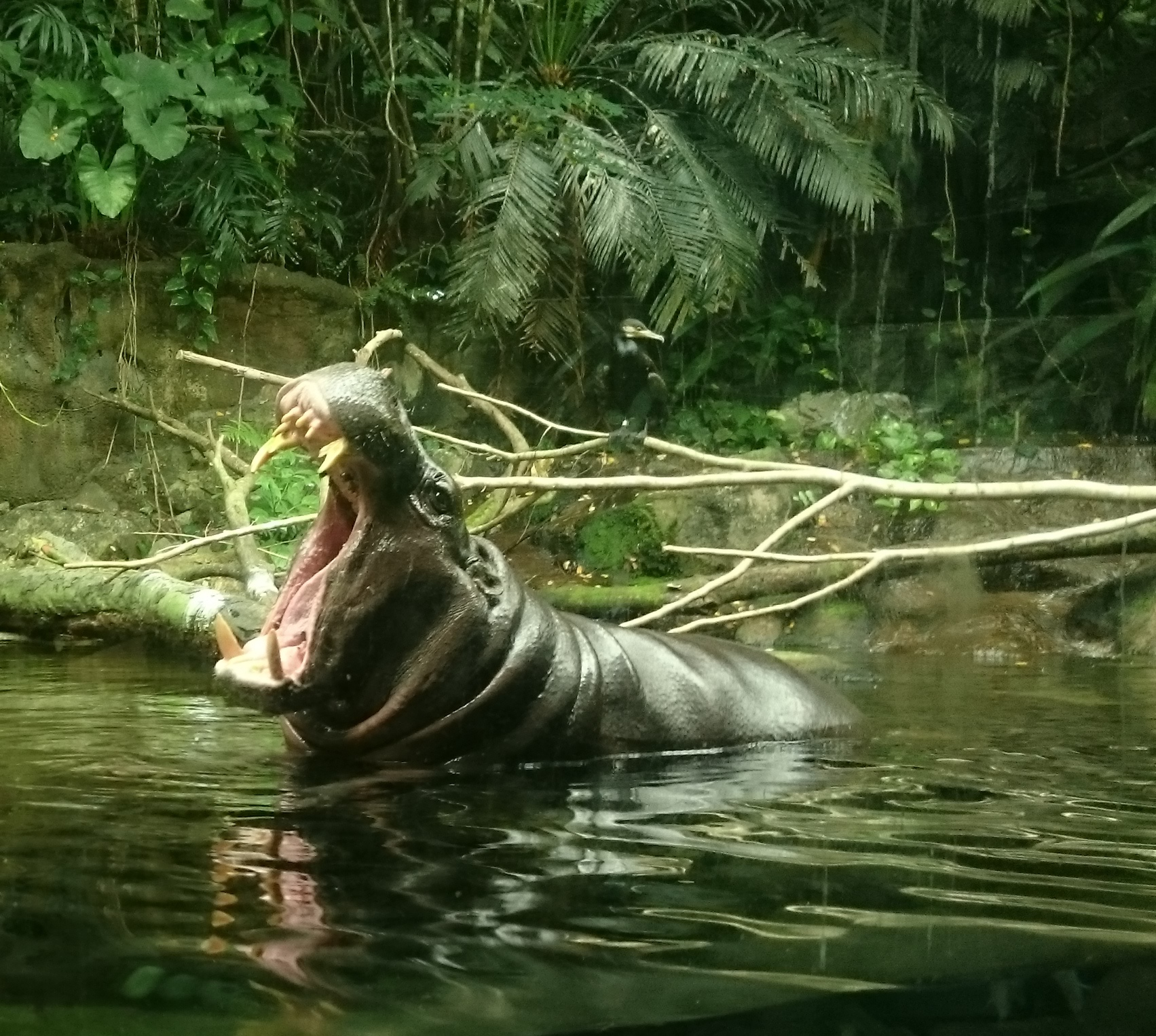
hrošík v Zoo Singapore

- hrošík v Zoo SingaporeDélka těla 140–200 cm
- délka ocasu asi 21 cm
- Výška 74–88 cm
- Hmotnost 160–270 kg

## Biologie
Tento menší příbuzný hrocha žije v mokřadech a bažinách, ale většinu času tráví na souši. V současné době je jeho přežití vážně ohroženo v důsledku kácení tropických deštných pralesů. Nebezpečí mu hrozí i od lovců, kteří ho pronásledují kvůli masu. Je to velice samotářské zvíře a i v zoologických zahradách se k sobě připouštějí jen na pár dní v roce jinak by se mohli vážně poprat. Březost trvá v rozmezí 192 až 210 dnů. Mívají pouze jediné mládě, ale jsou známé i případy kdy se narodila dvojčata, vážící 5–7 kilogramů, které samice kojí 9 až 12 měsíců, při kojení samice leží na boku. S matkou se mládě zdržuje dva až tři roky.

## Historie objevování
Zprávy o tomto tvorovi přicházely z Afriky často. V roce 1843 získal americký zoolog Morton z Libérie dvě lebky. V roce 1870 bylo při pitvě uhynuvšího domnělého hrocha v dublinské zoo zjištěno, že se jedná o nový druh, choreopsise. V hamburské zoo v roce 1885 chovali jeden exemplář (o kterém se též zprvu domnívali, že je jen malý hroch). I přes to odmítala tehdejší věda existenci hrošíka liberijského uznat. Lebky prohlásila za pozůstatky již vyhynulých zvířat a o exemplářích chovaných v zoo prohlásili, že jde jen o degenerované jedince hrocha.
V roce 1910 financoval Carl Hagenbeck, ředitel hamburské zoo, výpravu do Libérie. První výprava ještě úspěchem neskončila, ale ta druhá, která se uskutečnila v roce 1913, znamenala pět živých exemplářů pro hamburskou zoo a uznání nového druhu.
Poddruh hrošíka liberijského žil v deltě řeky Niger v Nigérii, ale přibližně v polovině dvacátého století pravděpodobně vyhynul.

## Chov v zoo
V České republice je chová: 
- Safari Park Dvůr Králové
- Zoo Ústí nad Labem
- Zoo Jihlava
- Zoo Plzeň

V minulosti byl chován ještě v Zoo Praha, kde byli původně chováni v prvním pavilonu tlustokožců a pak v pavilonu velkých savců. Uhynuli zde kvůli ničivé povodni v roce 2002, čímž chov skončil.
Dále se chovem v minulosti zabývala ještě Zoo Olomouc, kde v únoru roku 2023 uhynula šestatřicetiletá samice hrošíka liberijského jménem Blanka, která zde byla posledním jedincem svého druhu.
Do budoucna se chov plánuje ještě v Zoo Hodonín a také Zoo Brno poblíž žiraf.
Na Slovensku je pak chová pouze Zoo Bratislava a v minulosti byli ještě v Zoo Košice a Zoo Spišská Nová Ves.